# Amedia (norsk mediekoncern)
Amedia AS är en norsk stiftelseägd mediekoncern. Företaget grundades 2011 och är sedan 2023 Norges största tidningsägare.
Koncernen äger över 100 lokala, regionala och nationella medier i Norge. I december 2024 förvärvade Amedia det danska medieföretaget Berlingske Media och bolaget har även en ägarandel i det svenska företaget Bonnier News Local.
Amedia bildades då den tidigare arbetarrörelseägda koncernen A-pressen köpte Edda Media i december 2011 och slogs samman med det nya bolaget. Ägarstrukturen förändrades i februari 2016 när Sparebankstiftelsen DNB förvärvade Amedia från Telenor, LO och Fritt Ord-stiftelsen Samtidigt bildades Amedia-stiftelsen (Amediastiftelsen), som nu är företagets självständiga ägare utan ekonomiska kopplingar till Sparebankstiftelsen DNB.
Anders Opdahl är verkställande direktör för Amedia. André Støylen är verkställande direktör för Amedia-stiftelsen samt styrelseordförande för Amedia.

## Historia
Amedia och dess föregångare har genomgått flera ägarbyten och haft samband med såväl politiska organisationer som stora bolag. Koncernen har tidigare haft betydande investeringar i ryska mediemarknaden, men i april 2022 drog sig Amedia helt tillbaka från Ryssland och överlät tryckerierna där till Nobelpristagaren Dmitrij Muratov och hans tidning Novaja Gazeta.
Under senare år har Amedia expanderat kraftigt, bland annat genom förvärv och lansering av många lokala och digitala tidningar i Norge. Från och med 2024 förvaltar koncernen 107 tidningstitlar som speglar olika historiska och politiska traditioner. I och med köpet av Berlingske Media äger Amedia fyra nationella titlar i Danmark. I Sverige är koncernen delägare i Bonnier News Local, som driver 65 lokaltidningar.

## Digital utveckling
Amedia är känt för digital innovation, särskilt genom abonnemangstjänsten +Alt som lanserades 2020 och ger samlad digital tillgång till alla koncernens tidningar. År 2022 inledde Amedia och TV2 ett långsiktigt samarbete om sportsändningsrättigheter, vilket innebär att Amedias titlar kan visa norsk fotboll, handboll och ishockey. Bolaget är även huvudägare till Moderne Media, ett norskt företag inom poddproduktion och annonsering.
Amedias historia återspeglar den norska medie- och samhällsutvecklingen under det senaste seklet, från ursprung i arbetarrörelsens medier till dagens oberoende och partipolitiskt neutrala mediekoncern med fokus på pressfrihet, mångfald och digitalisering.